# Télé-Philatélie
Télé-Philatélie, devenue Philatélie-Club en 1974, était une émission de télévision française bimensuelle, puis mensuelle, de 30 minutes, consacrée à la philatélie et diffusée sur RTF Télévision, la première chaîne de l'ORTF, puis sur TF1 de 1961 à 1983.
Elle était rediffusée pendant la nuit sur TF1 de 1996 à 2000.
Jacqueline Caurat la présentait avec Lucien Berthelot et la produisait avec son mari Jacques Mancier.

## Histoire
L'émission change de titre en 1974 avec le passage à la couleur et le démantèlement de l'ORTF. Elle reçoit en 1981 le grand prix international du Film spécialisé, à Vienne.
Elle est finalement arrêtée par le couple de producteurs en 1983.

## Principe de l'émission
Au cours de ces 22 ans d'émission, ont été présentés des collectionneurs célèbres comme Rainier III de Monaco, des dessinateurs et graveurs de timbres comme Jean Cocteau qui esquissa sa nouvelle Marianne sur une glace à l'aide du rouge à lèvres de Jacqueline Caurat, et des expositions philatéliques présentant des pièces uniques tels le Tre skilling jaune ou la collection de timbres du roi George V.

## Sources
- Chronique du timbre-poste français, éditions Chronique et La Poste, France, 2005, pages 188-189.